# Ibrahima Kaba Bah
Pour les articles homonymes, voir Bah.
Ibrahima Caba Bah (né en 1931 et mort le 24 octobre 2023) est un enseignant et syndicaliste guinéen.

## Biographie
Ibrahima Caba Bah est né à Labé en Guinée en 1931. Il fait ses études primaires à Labé et ses études universitaires à Nancy en France. Ibrahima Caba Bah est membre du Syndicat des Enseignants de la République de Guinée. Il est incarcéré au camp Boiro.
Professeur de physique, Ibrahima Caba Bah est directeur de l'école normale de Kindia (Guinée) lorsque éclate la révolte des étudiants contre le chef de l'État Sekou Touré en 1961. Celui-ci fait alors fermer l'école et entame une politique de représailles, basée sur la thèse de l'existence d'un « complot des enseignants ».
Ibrahima Caba Bah est arrêté et transféré au camp Boiro alors appelé Camp de Camayenne. En 1961, il est condamné avec les autres dirigeants syndicalistes guinéens, comme Keïta Koumandian, à la suite d'un simulacre de procès, à six ans de prison. Ces condamnations entraînent une révolte générale des élèves et étudiants guinéens qui est réprimée dans le sang.
Libéré en 1966, Ibahima Caba Bah est affecté à l'Institut Polytechnique de Kankan. Arrêté brièvement lors de la grande purge de 1971, il rejoint Labé en 1972 à la suite de la mort de son oncle Baldé Chaïkou, le patriarche de la famille des N'Duyèbhé de Labé.
En 1974, à la suite d'un rapport secret d'Aboubacar Somparé, Ibrahima Caba Bah est affecté à l'Institut Polytechnique Gamal Abdel Nasser de Conakry où il enseigne avant d'occuper le poste de premier directeur du Bureau guinéen des droits d'auteurs.

### Vie privée
Ibrahima Caba Bah a vécu à Labé où il assurait la gestion de l'école privée de Télidjé. 
Marié à Diallo Aminatou, professeur à la retraite, il a cinq enfants : Bah Thiernö Lamine, Bah Boubacar Caba, Bah, Moussadighou (décédé), Bah Misbahou, Bah Khalirou et Bah Marlyatou.

## Ouvrages
Ibrahima Caba est l'auteur de plusieurs ouvrages en langue pulaar, notamment des traductions des grandes œuvres d'auteurs français. Il a écrit la biographie de Elhadj Bah Thiernö Abdourahamane, ancien ministre des affaires religieuses de Guinée.